# Algyroides
Az Algyroides  a hüllők (Reptilia) osztályába a  pikkelyes hüllők (Squamata) rendjébe, valamint a gyíkok (Sauria)  alrendjébe és a nyakörvösgyíkfélék (Lacertidae)  tartozó családjába tartozó nem.

## Rendszerezés
A nembe az alábbi 4 faj tartozik:
- szardiniai éleshátúgyík (Algyroides fitzingeri)
- spanyol éleshátúgyík (Algyroides marchi)
- görög éleshátúgyík (Algyroides moreoticus)
- fekete éleshátúgyík (Algyroides nigropunctatus)